# 下南畑
下南畑（しもなんばた）は、埼玉県富士見市の大字。郵便番号は354-0004。

## 地理
富士見市東部の水田が広がる沖積低地に位置する。地内中央部を南畑大排水路が、西端を新河岸川が流れている。荒川に近く水害の常襲地帯であった。
小字
- 大野[6]
- 芝原
- 登戸
- 八ツ島
- 八幡
- 代官作
- 大沼
- 北
- 二丁目
- 曽根
- 馬場
- 小屋敷
- 城之内
- 小城
- 蓮田
- 城側
- 城ノ東
- 天神前
- 乗越
- 浅間前
- 松ノ木
- 山下
- 木染
- 塚ノ越
- 鶴新田
- 葭倉
- 久保田
- 島崎
- 冷田
- 竹ノ内
- 下ノ谷
- 山形
- 善福
- 池ノ端
- 前耕地
- 深町
- 大町
- 谷中
- 近道
- 柳
- 堤
- 沼
- 永島
- 永一貫野[6]

## 歴史

### 沿革
もとは江戸期より存在する下南畑村であった。古くは難波田と称されていたが、その文字が災いをもたらすとして安永年間に幕府へ申し出て南畑に改名された。
- 元禄年間時点では幕府領。
- 1876年（明治9年） - 埼玉県に所属する。
- 1879年（明治12年） - 入間郡に所属する。
- 1889年（明治22年）4月1日 - 町村制施行により、上南畑村・下南畑村・南畑新田村・東大久保村が合併して入間郡南畑村が成立する[8]。旧村は南畑村の大字となる。
- 1956年（昭和31年）9月30日 - 入間郡鶴瀬村・入間郡南畑村・北足立郡水谷村と合併して入間郡富士見村となり[9]、富士見村の大字となる。
- 1961年（昭和36年） - 難波田城跡が埼玉県旧跡に指定される[10]。
- 1964年（昭和39年） 4月1日 - 町制施行[9]。入間郡富士見町の大字となる。
- 1971年（昭和46年） 3月16日 - 南畑幼稚園認可[11]。
- 1972年（昭和47年） 4月10日 - 市制施行[4][9]。富士見市の大字となる。
- 1981年（昭和56年）8月1日 - 国道254号富士見川越有料道路開通。
- 1993年（平成5年）4月1日 - 埼玉県主要地方道2号浦和所沢線が一般国道に昇格し、国道463号に。
- 2000年（平成12年）6月 - 難波田城公園開園[10]。
- 2009年（平成21年）8月1日 - 富士見川越有料道路が無料開放され「富士見川越バイパス」に[12]。

## 世帯数と人口
2022年（令和4年）10月31日現在の世帯数と人口は以下の通りである。
| 大字   | 世帯数  | 人口    |
| ------ | ------- | ------- |
| 下南畑 | 663世帯 | 1,646人 |

## 小・中学校の学区
市立小・中学校に通う場合、学区（校区）は以下の通りとなる。
| 番地・地域                                                                  | 小学校                 | 中学校               |
| --------------------------------------------------------------------------- | ---------------------- | -------------------- |
| 3883-3890番地、3994-3997番地 4002-4003番地、4035-4037番地                   | 富士見市立水谷小学校   | 富士見市立本郷中学校 |
| 市道44号線と国道浦和・所沢線、新河岸川、 市道1366号線を結ぶ南側の地域を除く | 富士見市立南畑小学校   | 富士見市立東中学校   |
| 東武東上線以東の国道浦和・所沢線南側で、 市道44号線以西の地域               | 富士見市立水谷東小学校 | 富士見市立水谷中学   |

## 交通
鉄道
地内に鉄道は敷設されていない。最寄り駅は東武東上本線柳瀬川駅、みずほ台駅、鶴瀬駅のいずれかである。また、志木駅東口、鶴瀬駅東口、ふじみ野駅東口、JR東日本埼京線南与野駅西口を発着するバスが通っている。
道路
- 浦和所沢バイパス（国道463号本線、国道254号バイパス）
- 国道254号富士見川越バイパス
- 埼玉県道113号川越新座線

## 施設
- 興禅寺
- 入間東部広域斎場しののめの里
- 南畑幼稚園
- 三浦病院
- 難波田城公園
- 立教大学富士見総合グラウンド
- 氷川神社
- 稲荷神社
- 八幡神社
- 市民セレモニーホール
- 南畑直売センター
- 竹の内自治会館
- 経済協力機構
- 新河岸川河川水防センター

## 関連文献
- 「下南畑村」『新編武蔵風土記稿』 巻ノ165入間郡ノ10、内務省地理局、1884年6月。NDLJP:764002/87。